# Wiesbaden Rheinbahnhof

Empfangsgebäude des Rheinbahnhofs, am linken Bildrand die Überdachung des ersten Bahnsteigs.

Der Rheinbahnhof an der Rheinbahnstraße

Lage des Rheinbahnhofs um 1895

Der Rheinbahnhof in Wiesbaden war ein Kopfbahnhof und der Ausgangsbahnhof der Nassauischen Rheinbahn, die heute Teil der rechten Rheinstrecke ist. Die erste Teilstrecke der Bahn durch den Rheingau nach Rüdesheim wurde am 11. August 1856 eröffnet. Der Wiesbaden nächstgelegene Endbahnhof war allerdings zunächst der Bahnhof Biebrich-Mosbach. Erst am 11. Februar 1857 konnte die Verlängerung nach Wiesbaden und damit der dortige Rheinbahnhof in Betrieb genommen werden.
Als Empfangsgebäude wurde 1868 ein dreigeschossiges Gebäude in klassizistischem Stil errichtet, das ein vorangehendes Provisorium ersetzte. Das Gebäude stand nicht – wie bei Kopfbahnhöfen in der Regel üblich – an der Stirnseite der Anlage, sondern westlich und parallel zu Gleisen und Bahnsteigen. In seiner Nachbarschaft befanden sich zwei weitere Bahnhöfe, der Taunusbahnhof (1840) der Taunus-Eisenbahn für die Strecke nach Frankfurt am Main und der Ludwigsbahnhof (1879) der Hessischen Ludwigsbahn für die Ländchesbahn nach Niedernhausen und Limburg an der Lahn. Von den drei Empfangsgebäuden war das des Rheinbahnhofs das repräsentativste.
Am 15. November 1889 wurde die Langenschwalbacher Bahn (heute Aartalbahn) zwischen dem Rheinbahnhof und Langenschwalbach, dem späteren Bad Schwalbach, in Betrieb genommen.
1906 wurden die drei Bahnhöfe durch den neuen Hauptbahnhof Wiesbaden ersetzt, der Rheinbahnhof geschlossen. Die Gleisanlagen wurden beseitigt. Das Empfangsgebäude des Rheinbahnhofs überdauerte seine Stilllegung noch sechs Jahrzehnte, wurde aber 1969 für eine Erweiterung der Rhein-Main-Halle abgerissen.